# Francisco Noblejas
Francisco Javier „Javi” García-Noblejas Hernanz (ur. 18 marca 1993 w Madrycie) – hiszpański piłkarz występujący na pozycji obrońcy w Rayo Vallecano.